# باشگاه ورزشی تورئنسه
باشگاه ورزشی تورئنسه (انگلیسی: S.C.U. Torreense) یک باشگاه فوتبال پرتغالی مستقر در تورس ودراس است که در حال حاضر در لیگا پرتغال ۲، دومین سطح لیگ فوتبال در این کشور به فعالیت می‌پردازد.